# Маргінальна зона

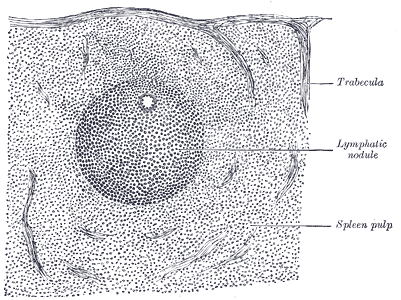
Поперечне сечення селезінки

Маргінальна зона — район на поверхні між нелімфоїдною червоною пульпою і лімфоїдною білою пульпою селезінки, за деякими джерелами — частина червоної пульпи на мажі з білою, за іншими — частина білої пульпи на межі з червоною. Також маргінальною зоною називається шар у лімфатичних вузлах та шар кори головного мозку.

## Виноски
1. ↑  Архівована копія. Архів оригіналу за 13 вересня 2008. Процитовано 10 жовтня 2008.{{cite web}}:  Обслуговування CS1: Сторінки з текстом «archived copy» як значення параметру title (посилання)